# 英國駐以色列大使館
英國駐以色列大使館（英語：Embassy of the United Kingdom, Tel Aviv，希伯來語：‎）位於特拉維夫，是大不列顛及北愛爾蘭聯合王國駐以色列國的外交代表機構。

## 概述
英國駐以色列大使館位於特拉維夫老北區的哈亞克街。尼爾·維根自2019年6月13日起擔任英國駐以色列大使。
英國另外在東耶路撒冷設有總領事館，在艾拉特也設有名譽領事。